# Chasqui 1 (nanosatélite)
Chasqui 1 (en quechua, «correo, mensajero en el Incario») Chasqui I es un proyecto de satélite de un kilogramo de finales de la década del 2000, que fue lanzado con la mano durante una caminata espacial el 18 de agosto de 2014, frente a la Estación Espacial Internacional. El satélite fue diseñado para ser equipado con dos cámaras, una de luz visible y una infrarroja, lo que podría tomar fotos de la Tierra.
El Chasqui I estaba siendo desarrollado por estudiantes de la Universidad Nacional de Ingeniería de Perú y fue parte de un proyecto educativo que pretende adquirir la experiencia y capacidad en el desarrollo de satélites. La UNI en colaboración con la Agencia Espacial Europea estaba trabajando en Chasqui II satélite y otro proyecto el microsatélite UNI-KURSK desarrollado en colaboración con la Universidad de Kursk (Rusia).

## El Proyecto
El nanosatélite Chasqui I del proyecto de investigación es un esfuerzo por asegurar el acceso al espacio del Perú , junto con los satélites anteriores lanzados , y le da la oportunidad de abrir nuevas áreas de aplicación específica a su propia realidad geográfica y social. Es también desde un punto de vista académico una herramienta que facilita la colaboración entre las distintas facultades de la universidad capacita a los estudiantes y maestros con experiencia del mundo real en tema de satélites, lo que los avances tecnológicos en la industria aeroespacial en el país. El desarrollo de satélites de pequeña escala, como Chasqui I da paso a las distintas oportunidades de acceso al espacio con menores costes y tiempo de desarrollo. Por esta razón, varias universidades, empresas y organizaciones gubernamentales en el mundo muestran interés en desarrollar nanosatélites que permiten llevar a cabo experimentos y misiones científicas. Los beneficios educativos del proyecto se pueden destacar en el campo de entrenamiento para ingenieros y científicos del futuro.

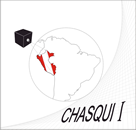
Logo del Chasqui I.

El proyecto de investigación del nanosatélite Chasqui I  construyó un satélite en miniatura basado en el CubeSat la tecnología, la masa del satélite es menor de 1kg, y tiene un volumen de hasta 1 l. El proyecto demuestra su utilidad en imágenes de la tierra, más específicamente de la región peruana, usando una cámara CMOS que trata de distinguir entre la tierra fértil y áreas no cultivadas. Para reducir al mínimo el costo de desarrollo y construcción, Chasqui I fue construido utilizando componentes comerciales. Sin embargo, el mismo hecho de la utilización de estos componentes en un entorno espacial presenta nuevos retos en relación con la tolerancia a la temperatura y la radiación y también presenta altos requisitos en áreas relacionadas con la redundancia en el diseño de componentes de hardware y software. Además, Chasqui I utilizará la frecuencia de radio aficionado, por lo que es posible que se accede por una gran comunidad de radioaficionados que puede ser localizado en todo el país, lo que aumenta el potencial educativo del proyecto. El proyecto también incluye la implementación de una estación terrestre que permite la monitorización de Chasqui I, así como el seguimiento de otros pequeños satélites de universidades.
El Perú tiene una gran diversidad geográfica, lo que hace que sea muy difícil de vigilar constantemente la situación de ciertos eventos, ya sea natural o artificial, como fusión permanente de la nieve, la deforestación de la Amazonía, la protección de los hábitats de especies en peligro de extinción, la lucha contra el narcoterrorismo, la vigilancia de las fronteras y el mar territorial, la predicción y mitigación de desastres naturales, etc. es en este contexto que la tecnología espacial se presenta como una alternativa para resolver los problemas de interés nacional. UNI, con su proyecto Chasqui I, están tomando medidas en el proceso de hacer frente a problemas como la vigilancia de los cultivos y áreas de telecomunicaciones.
El proyecto Chasqui I, que en un principio era de carácter formativo, se ha convertido en un reto tecnológico y científico para todos los miembros del proyecto. Se espera que Chasqui I permitió sembrar las bases para el trabajo futuro en el ámbito de los pequeños satélites y, al estar aumentando su tamaño o número, dar lugar a proyectos de satélites en diferentes categorías, en áreas tales como: comunicaciones, meteorología, la teleobservación , las imágenes de la tierra, la navegación y la oceanografía.

## Construcción y lanzamiento
El satélite fue aceptado para lanzamiento en el 2014, luego de finalmente pasar todas las pruebas requeridas en Rusia.
El satélite de experimentación fue lanzado por el transbordador espacial ruso «Progress M-22 M».
El lugar de lanzamiento fue el cosmódromo de Baikonur.

### En órbita
El satélite fue puesto en órbita el 18 de agosto de 2014, al redondear las 9:30 horas GMT-5

## Peso y costo
El "Chasqui 1" ha sido construido por ingenieros y científicos de la UNI
Tiene un peso de 1 kilogramo. Su construcción se inició en 2009.
Su costo asciende a 631 mil dólares, sufragados con recursos propios de la institución.

## Objetivos Generales
Capacidades de la UNI en tecnología satelital a través del diseño, análisis, ensamblaje, integración, prueba, puesta en marcha y operación de tecnología de nanosatélites Cubesat . Los planes de satélite Chasqui I incluyen la toma de fotografías de la tierra con la transmisión a una estación terrestre.
Objetivos específicos incluyen:
- Rastreo del espacio aéreo del Perú
- Estudio y supervisión de la Amazonía y de las costas peruanas.
- Vista geográfica
- Establecer contactos y apoyar a otras universidades y / o instituciones que participan en este tipo de proyectos.
- Para profundizar el conocimiento en tecnologías de información y comunicación emergentes.
- Para llevar este tipo de proyectos en América Latina.
- Para demostrar y validar las nuevas tecnologías.

Los objetivos incluyen:
- Diseño del perfil de proyecto.
- Financiación.
- La creación de capacidad.
- Implementación del Laboratorio.
- El desarrollo del proyecto.
- Prueba integrada.
- Directrices.
- Operación